# Shattuck (Oklahoma)
Shattuck es un pueblo ubicado en el condado de Ellis en el estado estadounidense de Oklahoma. En el año 2010 tenía una población de 	1356 habitantes y una densidad poblacional de 366,49 personas por km².

## Geografía
Shattuck se encuentra ubicado en las coordenadas 36°16′21″N 99°52′34″O / 36.27250, -99.87611 (36.272596, -99.876217).

## Demografía
Según la Oficina del Censo en 2000 los ingresos medios por hogar en la localidad eran de $26,758 y los ingresos medios por familia eran $35,250. Los hombres tenían unos ingresos medios de $32,375 frente a los $18,077 para las mujeres. La renta per cápita para la localidad era de $17,420. Alrededor del 10.2% de la población estaban por debajo del umbral de pobreza.